# Starbreeze Studios
Starbreeze Studios — компания-разработчик и издатель компьютерных игр. Основана в 1998 году под названием O3 Games. В 2001 году O3 Games было объединено со студией Starbreeze.

## Финансовые проблемы
После провала продаж и негативных отзывов Overkill’s The Walking Dead, на которую возлагались большие надежды, акции компании упали в цене почти на 50 %. Starbreeze оказалась на грани банкротства и объявила о реструктуризации и замене CEO. 5 декабря 2018 года в главный офис вошли сотрудники шведского управления по борьбе с экономическими преступлениями в связи с подозрениями в финансовых махинациях. Представители правоохранительных органов изъяли компьютеры и арестовали одного человека. Несколько топ-менеджеров Starbreeze продали свою долю акций перед тем, как сменили исполнительного директора. Полиция подозревает компанию в инсайдерской торговле.
12 февраля 2019 года Starbreeze вернула права на System Shock 3 студии OtherSide Entertainment в обмен на деньги, вложенные компанией в проект.
27 февраля 2019 года было объявлено о разрыве контракта между Starbreeze Studios и Skybound Entertainment в связи с неудовлетворительным качеством Overkill’s The Walking Dead. Также стало известно об отмене консольной версии Overkill’s The Walking Dead, прекращении поддержки ПК-версии и последующего удаления из Steam.
В мае 2019 года дочерняя студия Dhruva Interactive была продана Rockstar Games за 7,9 млн долларов. Starbreeze также предупредила о возможности банкротства. Чтобы удержаться и сэкономить средства, объявлено об увольнении 60 из 240 сотрудников, что составляет около 25 % штата.
В июне 2019 года Starbreeze продала права на Psychonauts 2 компании Microsoft за 8 млн долларов. Произошло разделение на две части — Starbreeze Publishing AB и Starbreeze Studios AB. Согласно финансовому отчёту, в 2020—2023 годах решить проблему с долгами поможет выпуск Payday: Crime War и Payday 3.
В феврале 2020 года бывший финансовый директор был осуждён за инсайдерскую торговлю. Компания продала акции стоимостью 5,23 млн долларов (9,1 %) для финансирования Payday 3. После начала пандемии COVID-19  с середины марта все сотрудники были переведены на удалённую работу. Убытки сократились с 17 до 9,9 млн долларов. Этому способствовали продажи Payday 2. Но переговоры с потенциальными издателями насчёт Payday 3 были затруднены. Выпуском займётся Koch Media.
11 июня 2021 года суд оправдал бывшего финансового директора Starbreeze Себастьяна Альскога, ранее признанного виновным в инсайдерской торговле. В отчёте за ноябрь 2021 года компания сообщила о сокращении убытков с 5,9 млн долларов. Чистая прибыль составила 2,2 млн долларов. Этому способствовали продажи серии Payday в 3,5 миллиона долларов.

## Проекты
Первым по-настоящему успешным проектом студии можно считать игру The Chronicles of Riddick: Escape from Butcher Bay. Несмотря на резкую критику фильма, по которому она была сделана, сама игра получила положительные отзывы и пришлась по вкусу многим игрокам. Также большое признание у рецензентов получил шутер The Darkness.

## Список разработанных игр

### как O3 Games
| Название     | Дата релиза | Платформа    | Издатель        |
| ------------ | ----------- | ------------ | --------------- |
| The Outforce | 2000        | PC (Windows) | PAN Interactive |

### как Starbreeze Studios
| Название                                           | Дата релиза | Платформа                                                                                   | Издатель                |
| -------------------------------------------------- | ----------- | ------------------------------------------------------------------------------------------- | ----------------------- |
| Enclave                                            | 2003        | ПК (Windows, macOS, Linux), Xbox, Wii                                                       | TopWare Interactive     |
| Knights of the Temple: Infernal Crusade            | 2004        | ПК (Windows), Nintendo GameCube, PlayStation 2, Xbox                                        | TDK Mediactive          |
| The Chronicles of Riddick: Escape from Butcher Bay | 2004        | ПК (Windows), Xbox                                                                          | Vivendi Universal Games |
| The Darkness                                       | 2007        | PlayStation 3, Xbox 360                                                                     | 2K Games                |
| The Chronicles of Riddick: Assault on Dark Athena  | 2009        | ПК (Windows), PlayStation 3, Xbox 360                                                       | Atari                   |
| Syndicate                                          | 2012        | ПК (Windows), PlayStation 3, Xbox 360                                                       | Electronic Arts         |
| Brothers: A Tale of Two Sons                       | 2013        | ПК (Windows), PlayStation 3, Xbox 360, PlayStation 4, Xbox One, iOS, Android, Windows Phone | 505 Games               |
| Payday 3                                           | 2023        | ПК (Windows), PlayStation 5, Xbox Series X/S                                                | Deep Silver             |
| Project Baxter                                     | 2026        | ПК (Windows), PlayStation 5, Xbox Series X/S                                                | Wizards of the Coast    |

## Список изданных игр
| Название                    | Год  | Платформы                                                                                        | Разработчики                    |
| --------------------------- | ---- | ------------------------------------------------------------------------------------------------ | ------------------------------- |
| Payday 2                    | 2013 | ПК (Windows, Linux, HTC Vive), PlayStation 3, Xbox 360, PlayStation 4, Xbox One, Nintendo Switch | Overkill Software               |
| Dead by Daylight            | 2016 | ПК (Windows)                                                                                     | Behaviour Interactive           |
| John Wick Chronicles        | 2017 | ПК (HTC Vive)                                                                                    | WERV Grab GamecoStudios         |
| AntiSphere                  | 2017 | ПК (Windows)                                                                                     | Soap Interactive Lion Game Lion |
| RAID: World War II          | 2017 | ПК (Windows), PlayStation 4, Xbox One                                                            | Lion Game Lion                  |
| Payday: Crime War           | 2018 | iOS, Android                                                                                     | Overkill Software               |
| Overkill’s The Walking Dead | 2018 | ПК (Windows)                                                                                     | Overkill Software               |
| Deliver Us The Moon         | 2018 | ПК (Windows, Xbox One, Playstation 4)                                                            | KeokeN Interactive              |
| Inked                       | 2018 | ПК (Windows)                                                                                     | Somnium Games                   |